# 羅俊 (正統進士)
羅俊（？—？），江西安福人，明朝官吏、進士出身。曾為御史，直言忤明景帝，遭貶。明英宗復辟後又啟用。終官南雄知府。

## 生平
正統十三年進士，授監察御史。景泰六年，恰逢當時多災難，倪敬與同為監察御史的倪敬、杜宥、黃讓、汪清、盛昶六人一同上書請求皇帝廉政并減免營造浪費。
明景帝不悅，下書禮部，命追究。而禮部官員稱讚六人忠愛。景帝聽後仍然不寬恕。不久，詔令都御史蕭維禎考察其屬，命罷免這些人。受牽連的十六位御史均被貶為典史，倪敬被派往廣西宜山。明英宗發動奪門之變后，詔命此等人均為知縣。之後，羅俊嘗巡按四川，擔任南雄知府。